# Waterview Tower
O OneEleven (anteriormente 111 W. Wacker e Waterview Tower) é um edifício 186.8 metros (613 pés) de altura, 60 andares, localizado em Chicago, Illinois. O edifício começou a ser construído em 2012 e foi concluído em 2014.
O edifício foi desenvolvido pela Related Midwest em uma joint venture com Clark Wacker LLC e projetado pelo arquiteto Gary Handel da Handel Architects LLP. Kara Mann da Kara Mann Design foi selecionada para os designs interiores.